# Ихсанов, Рафик Рашитович
Рафик Рашитович Ихсанов (род. 27 сентября 1965, Нижнее Аврюзово, Башкирская АССР) — полковник ВВС, помощник члена Совета Федерации от Республики Башкортостан, член партии «Единая Россия», Герой России (2000).

## Биография
Ихсанов Рафик Рашитович родился 27 сентября 1965 года в д. Нижнее Аврюзово Альшеевского района БАССР.
Татарин. Вертолётчик. Полковник (2002). Герой РФ (21.04.2000).
В Вооружённых Силах с сентября 1982 года. В 1986 году окончил Саратовское высшее военное авиационное (вертолётное) училище лётчиков.
Прослужил год в Афганистане. За мужество, проявленное при выполнении боевых задач, награждён орденом «За службу Родине в Вооруженных силах СССР» III степени. Потом проходил службу на Украине, в Львовской области.
После развала Советского Союза Рафик Рашитович оказался среди офицеров, не захотевших принять украинскую присягу, и уехал с места службы.
В 1992 году он поступил в академию Военно-воздушных сил им. Ю. А. Гагарина. После окончания академии добровольцем служил на Северном Кавказе.
За семь лет службы на должностях от заместителя командира эскадрильи до заместителя командира полка по летной подготовке участвовал в обеих чеченских кампаниях. Потом служил в Забайкалье на должности командира полка, в Главном командовании ВВС.
Звание Героя России присвоено Указом Президента Российской Федерации от 21 апреля 2000 года за мужество и героизм, проявленные при ликвидации незаконных вооруженных формирований в Северо-Кавказском регионе.
С 2006 — в запасе. С 2004 года с семьей живёт в Москве. Работает заместителем генерального директора Федерального агентства по правовой защите результатов интеллектуальной деятельности военного, специального и двойного назначения при Минюсте России. На общественных началах является вице-президентом Фонда поддержки Героев Советского Союза и Героев России (г. Москва), созданного в конце 90-х годов.

## Подвиг
«При высадке воздушного тактического десанта в Чеченской республике один из ведомых вертолетов был сбит. Вертолёт загорелся в воздухе. Ихсанов Рафик Рашитович дал команду экипажу на прыжок. После приземления экипаж с парашютами за две минуты был эвакуирован под самым носом у боевиков».

## Награды
- орден «За службу Родине в Вооруженных Силах СССР» III степени (5 мая 1988)
- орден генерала Шаймуратова (Башкортостан, февраль 2022)[2]
- медаль «Воину-интернационалисту от благодарного афганского народа» (Афганистан, 1988)
- юбилейные и ведомственные медали.